# Список вулиць Києва (У)
Це список вулиць міста Києва, назви яких починаються на літеру У.
До списку входять усі урбаноніми Києва, що містяться в офіційному довіднику «Вулиці міста Києва», затвердженому 2015 року, а також у міській інформаційно-аналітичній системі забезпечення містобудівної діяльності (МІАС ЗМД) «Містобудівний кадастр Києва», довіднику «Вулиці Києва» 1995 року та атласі «Київ до кожного будинку». Назви вулиць, які відсутні в офіційному довіднику, подані курсивом. Проєктні вулиці, що мають код у кадастрі, але не мають назв, у списку не наведені.
У списку вулиці подані за алфавітом. Назви вулиць на честь людей відсортовані за прізвищем (якщо прізвище відсутнє — за іменем) і подаються у форматі Прізвище Ім'я і/або Посада. Якщо вулиця названа за цілісним псевдонімом, то сортування відбувається за першою літерою псевдоніма або імені, тобто Бориса Тена подано на літеру Б, Ганни Барвінок — на Г, Дзиґи Вертова — на Д, Івана Багряного — на І, Кузьми Скрябіна — на К, Лесі Українки — на Л, Марка Вовчка, Марка Черемшини, Миколи Хвильового і Мирослава Ірчана — на М, Олени Пчілки і Остапа Вишні — на О, Панаса Мирного — на П, Юрія Клена — на Ю, Якуба Коласа, Яна Райніса, Янки Купали і Януша Корчака — на Я. Вулиці, що мають, окрім назви, порядковий номер, відсортовані за власною назвою, наприклад 2-й Левадний провулок на літеру Л. Вулиця Радгосп «Совки» розміщена на літеру С, вулиця Міста Шалетт — на літеру Ш. Назви вулиць, що починаються на число (окрім вулиць, зазначених вище), записані словами і подані на відповідну літеру (Восьмого Березня, Першого Травня тощо).
Вулиці з назвами «Садова» (в тому числі «номерні») і лінії виділені в окремі списки.
Станом на 1 січня 2023 року в Києві 2833 урбаноніми, з них:
| - 2059 вулиць; - 533 провулки; - 77 ліній; - 59 площ і майданів; | - 32 проспекти; - 22 бульвари; - 15 узвозів; | - 12 проїздів; - 11 шосе; - 5 доріг; | - 3 алеї; - 3 набережних; - 2 тупики. |

Колір фону у списку залежить від типу урбаноніма.
Після списку існуючих вулиць наведено список зниклих вулиць (вулиць, які були ліквідовані або включені до інших вулиць протягом XX—XXI століть), а також список попередніх назв вулиць, починаючи з 1800 року. Назви перейменованих вулиць, що починаються на число (окрім вулиць, зазначених вище), записані словами і подані на відповідну літеру (Третього Інтернаціоналу, Дев'ятого Січня, Дванадцятого Грудня, Двадцять П'ятого Жовтня, Сорокаріччя Жовтня, П'ятдесятиріччя Жовтня, Шістдесятиріччя Жовтня тощо).

## Вулиці міста Києва
| Назва                    | Тип   | Колишні назви                                                          | Район                                     | Місцевість                      | Рік затв.       | Код об'єкта |
| ------------------------ | ----- | ---------------------------------------------------------------------- | ----------------------------------------- | ------------------------------- | --------------- | ----------- |
| Удовиченка Олександра    | вул.  | Проектна 12992                                                         | Голосіївський                             | Віта-Литовська                  | 2017            | 12992       |
| Ужвій Наталії            | вул.  | Парковий пр-т                                                          | Подільський                               | Мостицький масив                | 1986            | 11728       |
| Ужгородська              | вул.  | Васильківський 4-й пров.                                               | Голосіївський                             | Деміївка                        | 1955            | 11729       |
| Ужгородський             | пров. | Новий                                                                  | Голосіївський                             | Голосіїв                        |                 | 11730       |
| Узинська                 | вул.  | Завулок № 3                                                            | Святошинський                             | Перемога                        | 1968            | 11731       |
| Українська               | вул.  | Офіцерська, Народна, Кринична                                          | Шевченківський                            | Волейків                        | 1-ша чв. XX ст. | 11732       |
| Українських Героїв       | площа | Шулявська (неоф.), Караваєвська (неоф.), Толстого Л. Н., Толстого Льва | Голосіївський, Шевченківський, Печерський | Нова Забудова                   | 2023            | 11695       |
| Українських повстанців   | вул.  | Героїв Війни                                                           | Солом'янський                             | Жуляни                          | 2022            | 10318       |
| Українського відродження | вул.  | Житомирське шосе (част.), Бударіна                                     | Святошинський                             | Катеринівка                     | 2022            | 10162       |
| Улицька                  | вул.  | Нова 853-тя, Червонолиманська, Улітіна Івана                           | Святошинський                             | Авіамістечко                    | 2022            | 11733       |
| Уманська                 | вул.  | Нова 490-та                                                            | Солом'янський                             | Першотравневий масив            | 1953            | 11735       |
| Університетська          | вул.  |                                                                        | Солом'янський                             | Олександрівська слобідка        | 1-ша чв. XX ст. | 11736       |
| Урлівська                | вул.  | Житлова 3                                                              | Дарницький                                | Осокорки                        | 1993            | 11739       |
| Урожайна                 | вул.  | Нова 53-тя + Нова 205-та + Нова 206-та                                 | Дарницький                                | Село Шевченка                   | 1953            | 11740       |
| Усенка Павла             | вул.  | Новомосковська                                                         | Дніпровський                              | Соцмісто                        | 1976            | 11741       |
| Успішна                  | вул.  | Вільямса-1                                                             | Голосіївський                             | Жуляни                          | 2008            | 11742       |
| Устинівський             | пров. | Заводська (2-га) вул.                                                  | Солом'янський                             | Олександрівська слобідка        | 1955            | 11745       |
| Учбова                   | вул.  | Шкільний пров.                                                         | Голосіївський                             | Мишоловка                       |                 | 11746       |
| Учбовий                  | вул.  | Нова 753-тя вул. + Шкільний пров.                                      | Голосіївський                             | Мишоловка                       | 1953            | 11747       |
| Учительський             | пров. |                                                                        | Солом'янський                             | Жуляни                          | 2015            | 13048       |
| Ушакова Миколи           | вул.  | Нова 71-ша, Кутковий пров., Кутовий пров.                              | Святошинський                             | Біличі                          | 1974            | 11749       |
| Ушинського               | вул.  | Нова 490-та                                                            | Солом'янський                             | Першотравневий масив, Чоколівка |                 | 11750       |
| Ушинського               | пров. | Український                                                            | Солом'янський                             | Першотравневий масив, Чоколівка | 1955            | 12138       |
| Ушицька                  | вул.  |                                                                        | Деснянський                               | Биківня                         |                 | 11751       |

## Зниклі вулиці
| Назва     | Тип   | Район          | Місцевість          | Рік зникнення | Примітка                            |
| --------- | ----- | -------------- | ------------------- | ------------- | ----------------------------------- |
| Уборевича | вул.  | Дарницький     | Микільська слобідка | 1970-ті       | до 1962 року — вулиця Будьонного.   |
| Уборевича | пров. | Дарницький     | Микільська слобідка | 1971          | до 1962 року — провулок Будьонного. |
| Укісний   | пров. | Шевченківський | Татарка             | 1980-ті       |                                     |
| Умільців  | вул.  | Дарницький     | Село Шевченка       | 1980-ті       |                                     |
| Умільців  | пров. | Дарницький     | Село Шевченка       | 1980-ті       |                                     |
| Уманська  | вул.  | Дарницький     | Труханів острів     | 1943          |                                     |
| Урожайний | пров. | Дарницький     | Село Шевченка       | 1980-ті       |                                     |

## Перейменовані вулиці
| Стара назва               | Нова назва           | Район          | Дата перейменування | Сучасна назва                |
| ------------------------- | -------------------- | -------------- | ------------------- | ---------------------------- |
| Уборевича Командарма      | Єфремова Академіка   | Святошинський  | 2016                | Єфремова Академіка           |
| Улітіна Івана             | Улицька              | Святошинський  | 2022                | Улицька                      |
| Ульянова Володимира пров. | Осінній пров.        | Святошинський  | 2015                | Осінній пров.                |
| Уральська                 | Чумацька             | Голосіївський  | 2022                | Чумацька                     |
| Уральський пров.          | Чумацький пров.      | Голосіївський  | 2022                | Чумацький пров.              |
| Урбановича                | Суворовська          | Печерський     | 1944                | Омеляновича-Павленка Михайла |
| Уссурійська               | Зеленого Клину       | Шевченківський | 2022                | Зеленого Клину               |
| Уссурійський пров.        | Зеленого Клину пров. | Шевченківський | 2022                | Зеленого Клину пров.         |
| Ушакова Адмірала          | Багринова            | Голосіївський  | 2023                | Багринова                    |
|                           |                      |                |                     |                              |
|                           |                      |                |                     |                              |
|                           |                      |                |                     |                              |